# Adam Heymowski
Adam Heymowski (ur. 9 lutego 1926 w Poznaniu, zm. 8 marca 1995 w Sztokholmie) – polski heraldyk, historyk, bibliotekarz, socjolog (autor wielu prac o szwedzkich Romach).

## Życiorys
Był synem adwokata, dra praw Stanisława Hejmowskiego (1900–1969) i Anny Chrzanowskiej h. Nowina (ur. 1902). Do Szwecji przeniósł się w roku 1945, po pobycie w niemieckim obozie koncentracyjnym. W latach 1950–1955 studiował socjologię i nauki pomocnicze na Uniwersytecie w Uppsali. Jego praca magisterska dotyczyła zjawiska włóczęgostwa na terenie Szwecji i była na tyle nowatorska, że opublikowano ją na łamach „Sociala Meddenlanden” w 1956. W 1969 obronił pracę doktorską, którą było szczegółowe studium socjologiczne „Swedish Travellers and Their Ancestry”, którą włączono jako jeden z tomów do „Acta Universitatis Uppsaliensis”.
Wieloletni dyrektor Królewskiej Biblioteki w Sztokholmie (prywatnej biblioteki królów szwedzkich), wiceprezydent Szwedzkiego Narodowego Komitetu Genealogii i Heraldyki, członek honorowy Polskiego Towarzystwa Heraldycznego, autor wielu naukowych publikacji, głównie z dziedziny heraldyki polskiej, autor wielu projektów herbów (m.in. herbu Lecha Wałęsy, jako kawalera Orderu Serafinów).
Polskie Towarzystwo Heraldyczne przyznaje Nagrodę imienia Adama Heymowskiego za „najlepsze prace z zakresu heraldyki, genealogii i nauk pokrewnych”.

## Wybrane publikacje
W dorobku publikacyjnym A. Heymowskiego znajdują się m.in.:
- Polish arms in medieval armorials The Coat of Arms, vol.8, London, 1964
- Heraldry in Central Europe European Bulletin and Press, London, 1965, 1966
- Les cimiers médiévaux polonais Recueil du IX Congrès international des sciences genealogique et héraldique, Berne, 1968
- Les armoires polonaises augmentées par les empereurs avant 1772 Genealogia et heraldica, Bd.2, Wien, 1972
- Les armoires étrangères augmentées en Pologne Recueil du XI Congrès international des sciences généalogique et heraldique, Bruxelles, 1973
- Polski gobelin herbowy na zamku szwedzkim, „Materiały do Biografii, Genealogii i Heraldyki Polskiej”, t. 6, Buenos Aires, 1974
- Herby fundatorów w kościele pobernardyńskim w Ostrzeszowie Materiały do biografii, genealogii i heraldyki polskiej, t. 6, Buenos Aires, 1974
- Herbu nadanego Lechowi Wałęsie przez króla Szwecji,
- Lettres de noblesse accordées à des Suisses par des rois de Pologne Archives heraldiques suisses, Neuchatel, 1974

## Odznaczenia
- Krzyż Komandorski Orderu Odrodzenia Polski (władze RP na uchodźstwie, 11 listopada 1990)[4]
- Krzyż Oficerski Orderu Odrodzenia Polski (władze RP na uchodźstwie, 11 listopada 1983)[5]
- Komandor Orderu Zasługi (Norwegia, 1 lipca 1992)[6]